# Султанський Йосип Ісаакович
Султанський Йосип Ісаакович (1851 — 1924, Київ) — старший газзан і вчитель-меламед в Києві, видатний караїмський проповідник, співець-метпаллелев, вчений і педагог.

## Біографія
Йосип Султанський родився в караїмській сім'ї кримського газзана Ісаака Султанського, відомого проповідника і вчителя-наставника. Родина жила в Криму, оскільки батько був газзаном і в Сімферополі. і в Бахчисараї та вчителював по всіх містечках Криму де були караїмські громади. Там Йосип навчався в початковій школі, але більшість знань він почерпнув у батька та батькових друзів на приватній основі (багатий і впливовий батько-проповідник міг це собі дозволити). Набувши достатніх знань він уже міг сам викладати, тож став меламедом в початкових школах Криму.
Загалом, Йосип Султанський впродовж більше 40 років віддавав себе служінню караїмській громаді: як учитель-меламед навчав дітей та юнаків; як відомий проповідник старший газзан в Києві. В його мідраші навчалилися більшість київських караїмів.
Сучасники газзана Ісаака Султанського підмічали його ґрунтовні знання з літератури, староєврейської та караїмської мов, а також прихильність до вивчення караїмами російської мови, яку знали майже всі київські караїми. Крім того, він, як його батько, досконало володів голосом (бас) і був знаним мітпаллеле (співцем), що виконував релігійні та світські піснеспіви караїмів. Мистецьки володіючи словом, Йосип Ісаакович склав чимало проповідей та настанов караїмською мовою та, з плином часу, вони не збереглися.
Добродушний та впливовий газзан Києва опікувався майже тисячною караїмською спільнотою, входив в число очільників караїмства Росії (в Таврійське караїмське духовне правління). На його прохання: посприяти в зведенні кенаси в Києві відгукнулися тютюнові магнати брати Когени (найбільше перейнявся цим Соломон Коген) і наприкінці ХІХ століття її було збудовано (недалеко від Золотих воріт). Завдячуючи своїй праці на користь караїмської спільноти, Йосип Ісаакович Султанський став продовжувачем караїмської династії проповідників-газанів Султанських.

## Родина
Родина Ісаака Мордехайовича також знана серед караїмської спільноти:
- Дідо, Султанський Мордехай Йосипович, видатний караїмський старший газзан і вчитель в Чуфут-Кале та Херсоні, гахам в Луцьку. Видатний караїмський проповідник, богослов, вчений-історик, письменник і педагог. Написав 16 книжок з проповідями, настановами і полемікою щодо суперечки караїмів і талмудистів[4].
- Батько, Султанський Ісаак Мордехайович, видатний караїмський вчений, вчитель і проповідник. Старший газзан в Одесі, Євпаторії, Севастополі, Сімферополі та Бахчисараї[5].